# Hudson Institute
Le Hudson Institute est un think tank conservateur et un centre de recherche fondé en 1961 à Croton-on-Hudson dans l'État de New York, par Herman Kahn et d'autres membres de la RAND Corporation. 
Ses membres fondateurs comptent aussi le sociologue Daniel Bell, le romancier Ralph Ellisonet le philosophe français Raymond Aron,.
Il est basé à Washington D.C. et spécialisé dans la recherche en politiques publiques et en questions internationales et stratégiques. Son président et CEO est Kenneth Weinstein (en).
Il compte 49 Senior Fellows, 11 Visiting Fellows, 18 Adjuncts Fellows et 9 Research Fellows. 

## Missions
Le Hudson Institute affiche l'ambition d'« un centre de recherche de premier plan, connu et considéré à travers le monde pour son action pour la promotion de la sécurité collective, de la liberté et de la prospérité. »
Il affirme que « le rôle central et unique des États-Unis dans l’ordre international, offre les  meilleures fondations pour assurer la sécurité collective, la défense des libertés, et la croissance économique. La portée du Hudson Institute est mondiale dans la mesure où l’institut milite pour que l’engagement international américain se fasse de concert avec ses alliés. De nombreux décideurs, à Washington DC, mais aussi dans d’autres capitales à travers le monde, comme Tokyo, New Delhi, Paris, Berlin, Londres, Bruxelles, Ottawa, Canberra et Jérusalem – s’appuient sur les recherches et les orientations proposées par le Hudson Institute. »

## Moyens d'expression et d'influence et chercheurs
- Un programme de publications interdisciplinaire, mêlant défense, relations internationales, économie, politiques sociales, technologie, culture et droit (exemples : liberté religieuse[7], corruption[8], philanthropie[9]). Il publie le rapport Current Trends in Islamist Ideology.

- Des conférences sur les sujets d’actualités rassemblant décideurs public et privé et experts universitaires[10].

- La rédaction de synthèses sur les grands sujets de relations internationales  et des notes de proposition de politiques et stratégies à appliquer[11].
- Experts: 
  - Walter Russell Mead (Relations Internationales),
  - Mike Doran (Moyen-Orient[12]),
  - Christopher Sands[13],
  - Amy A. Kass[14],
  - Naser Khader,
  - Mike Rogers,
  - Arthur Herman[15],
  - Christopher DeMuth,
  - Charles Davidson[16],

- - Benjamin Haddad[17],

- - Maneeza Hossain[18],

- - Eric B. Brown[19],
  - Lewis Libby,
  - Hillel FradkinHillel Fradkin, page dédiée sur le site du Hudson Institute.,

- - Richard WeitzRichard Weitz, page dédiée sur le site du Hudson Institute. ,

- - Marie-Josée Kravis,
  - Robert M. McDowell[20],

- - Mélanie Kirckpatrick[21]
  - et Kenneth Wenstein.

## Relations avec la France
- Le Hudson Institute a eu un bureau en France dans les années 1970. Ce dernier a notamment produit un rapport sur l'aménagement du territoire français pour le président Pompidou[22].
- Le Hudson Institute a reçu Nicolas Sarkozy pour un discours en octobre 2004[23].